# Pawieł Kutachow
Pawieł Stiepanowicz Kutachow, ros. Павел Степанович Кутахов (ur. 3 sierpnia?/16 sierpnia 1914 we wsi Mała Kirsanowka, zm. 3 grudnia 1984 w Moskwie) – radziecki dowódca wojskowy, as myśliwski II wojny światowej, głównodowodzący Wojskami Lotniczymi Sił Zbrojnych ZSRR i zastępca ministra obrony ZSRR (1969–1984), główny marszałek lotnictwa (1972), członek Komitetu Centralnego KPZR (1971–1984), deputowany Rady Najwyższej ZSRR 8., 9., 10. i 11. kadencji (1970–1984), Zasłużony Pilot Wojskowy ZSRR (1966), dwukrotny Bohater Związku Radzieckiego (1943, 1984).

## Życiorys
Urodził się 16 sierpnia 1914 we wsi Mała Kirsanowka w obwodzie rostowskim w biednej rodzinie chłopskiej. W wieku pięciu lat stracił ojca, który zmarł na tyfus. Od najmłodszych lat, choć ciężko pracował na roli, pociągało go zdobywanie wiedzy. W rodzinnej wsi była tylko szkoła podstawowa, więc kształcił się w pobliskiej Fiedorówce. W 1933 przeniósł się do Taganrogu, gdzie kontynuował naukę w Liceum Nr 9. Na ścianie budynku szkoły znajduje się tablica pamiątkowa, informująca, że uczył się tam dwukrotny Bohater Związku Radzieckiego, główny marszałek lotnictwa Pawieł Stiepanowicz Kutachow.
W 1934 ukończył przyzakładową Szkołę Zawodową i podjął pracę w Lotniczym Zespole Naukowo-Technicznym im. Georgija Berijewa. Kontynuował również naukę w szkole wieczorowej. W sierpniu 1935 wstąpił do Komsomołu i podjął naukę w Szkole Wojsk Lotniczych w Stalingradzie. Pierwszy lot odbył na samolocie U-2 – popularnym „Kukuruźniku”. Odbył kilka lotów bojowych, walcząc na okupowanych wschodnich terenach Polski, ale prawdziwy chrzest bojowy przeszedł w 1939 podczas wojny zimowej z Finlandią.
Podczas wojny niemiecko-radzieckiej zestrzelił pierwszy niemiecki samolot. Walczył pod Leningradem, na Froncie Karelskim, pod Murmańskiem, Kandałakszą, latał nad tundrą i Morzem Barentsa. Młody pilot stał się jednym z najbardziej znanych radzieckich asów Arktyki. 1 maja 1943 dekretem Prezydium Rady Najwyższej ZSRR otrzymał tytuł Bohatera Związku Radzieckiego. W 1944 został uhonorowany przez króla Wielkiej Brytanii Jerzego VI Orderem Imperium Brytyjskiego IV klasy, za wysokie umiejętności pilotowania wykorzystane przy ochronie alianckich konwojów. 
Podczas II wojny światowej odbył w sumie 367 lotów bojowych; uczestnicząc w 79 bitwach powietrznych zestrzelił 14 samolotów niemieckich i 28 kolejnych maszyn wspólnie z kolegami.
Po wojnie dowodził pułkiem w Arktyce, a następnie został wysłany na studia do Lipiecka. W 1949, po ukończeniu z wyróżnieniem wyższych oficerskich kursów lotniczo-taktycznych, został przydzielony do grupy wojsk radzieckich w Niemczech. Był także dowódcą dywizji lotniczej i nauczał młodzież sztuki pilotażu.
W 1957 ukończył Akademię Sztabu Generalnego. W 1967 został mianowany I zastępcą dowódcy Wojsk Lotniczych, a w marcu 1969 – po awansie na marszałka lotnictwa – stanął na czele Wojsk Lotniczych Sił Zbrojnych ZSRR z jednoczesną nominacją na funkcję zastępcy ministra obrony ZSRR.
W latach 1961–1984 był delegatem na wszystkie zjazdy partii, od 1971 członek Komitetu Centralnego KPZR, deputowany Rady Najwyższej ZSRR od 8. do 11. kadencji (1970–1984).
Zmarł 3 grudnia 1984 w Moskwie i został pochowany na Cmentarzu Nowodziewiczym, a w grudniu 1988 na jego grobie wzniesiono pomnik. 

## Awanse
- generał major lotnictwa
- generał porucznik lotnictwa – 1966
- generał pułkownik lotnictwa – 1967
- marszałek lotnictwa – 1969
- główny marszałek lotnictwa – 1972

## Odznaczenia
- Medal „Złota Gwiazda” Bohatera Związku Radzieckiego (1 maja 1943, 12 sierpnia 1984)
- Order Lenina – czterokrotnie (1943, 1974, 1978, 1984)
- Order Rewolucji Październikowej (1972)
- Order Czerwonego Sztandaru – pięciokrotnie (1942, 1942, 1955, 1956, 1968)
- Order Kutuzowa I klasy (1981)
- Order Aleksandra Newskiego (1944)
- Order Wojny Ojczyźnianej I stopnia (1943)
- Order Czerwonej Gwiazdy – dwukrotnie (1950, 1954)
- Order „Za służbę Ojczyźnie w Siłach Zbrojnych ZSRR” III stopnia (1976)
- Medal Za Zasługi Bojowe (6 listopada 1945)
- Medal „Za rozwój dziewiczych ziem”
- Zasłużony Pilot Wojskowy ZSRR (1966)
- Nagroda Leninowska (1983)
- Order Imperium Brytyjskiego IV klasy (1944)
- Order Suche Batora (Mongolska Republika Ludowa; dwukrotnie, 1971 i 11 czerwca 1981)
- Order Scharnhorsta (NRD, 1983)
- Złoty Order Zasługi dla Ojczyzny (NRD,
- Krzyż Komandorski Orderu Odrodzenia Polski (1973)
- Order Ludowej Republiki Bułgarii I klasy (Ludowa Republika Bułgarii, 14 września 1974)
- Order Czerwonego Sztandaru (Węgierska Republika Ludowa, 16 maja 1978)
- Order Czerwonego Sztandaru (Czechosłowacja, 6 października 1982)

I inne.